# Літваков Моше
Мойше Літваков ( їд. מוישה ליטוואַקוב, Літваков Мойсей Ілліч, *1875, Черкаси — 1937, Мінськ)  — лівий український, а потім російський сіоністський політичний та культурний діяч; публіцист і літературний критик на ідиш. Член-кореспондент Української АН.

## Біографія
Народився в родині меламеда, отримав традиційну освіту. З 1902 по 1905 рр. жив в Парижі, вивчав філософію, історію і літературу в Сорбонні. Громадсько-політичну діяльність розпочав у другій половині 1890-х рр. Як послідовник Ахад-ха-Ама, але незабаром примкнув до партії сіоністів-соціалістів, членом ЦК якої став в 1904 р. Повернувшись в Імперію після революції 1905 року, Літваков став одним із провідних керівників і ідеологів цієї партії і публікувався під псевдонімом Ніцоц (`Іскра`) в партійному друці в Вільно. В 1908 р. регулярно співробітничав у газеті «Киевская мысль» під псевдонімом М. Ліров, писав статті, головним чином на літературні теми. В роки Першої світової війни займався організацією допомоги єврейським біженцям; брав участь в міжпартійній нараді (1916, Петроград), де разом з представниками Бунду відстояв принцип допомоги біженцям забезпечуючи їх роботою. Після Лютневої революції 1917 р. грав важливу роль в створенні партії Фарейнікте в Києві, був одним із редакторів органу цієї партії «Ді найє цайт», одним із трьох керівників Литкому (Всеукраїнського літературного комітету) і керівником його єврейської секції. Редагував збірник «Багінен» («Начала», 1919), видання цієї секції. Був одним із членів Української Центральної Ради, ідеологічно все більш наближаючись до більшовиків. Після невдалої спроби створити із Фарейнікте і Бунду єдину партію на початку 1919 р., коли Червона армія увірвалася в Україну, Літваков привів до розколу Фарейнікте і очолив одну із груп, яка вступила в ліве крило Бунду, — Комбунд. З 1921 р. Літваков — член Комуністичної партії.
В 1921 р. Літваков переїхав до Москви і став редактором «Емєс» і одним із найактивніших діячів московської Євсекції. У своїх щоденних статтях, присвячених розбору творчості більшості всіх радянських єврейських письменників і критиків, Літваков писав про необхідність викоренення релігійних традицій, боровся проти вивчення єврейської спадщини, закликав поставити єврейську літературу на службу революції. Він відрізнявся різким, гострим стилем і нетерпимістю суджень. Літваков був членом Інституту єврейської культури при Українській академії наук, професором єврейської літератури і історії єврейського відділення Московського педагогічного інституту. В 1924-28 рр. був директором видавництва книг по педагогіці «Шул ун бух» в Москві, редагував додаток «Емєс-журнал», ілюстрований двотижневик, що виходив в січні — травні 1928 р.
Протягом 1926–1927 років разом з Ароном Кушніровим очолював літературну групу «Юнгвалд».
В 1929 р. Літваков був одним із ініціаторів кампанії, яку розвернула Євсекція проти Л. Квітко. З 1931 р., в свою чергу, був багаторазово атакований на сторінках радянської преси на ідиш за те, що, будучи прихильником розвитку єврейської пролетарської культури, вважав єврейський робочий клас особливою частиною радянського суспільства, яка мала свою мову і традиції, успадковані від Шолом-Алейхема, І.Л.Переца, Менделе Мохер Сфаріма тощо (писав про це, наприклад, в статті «Дер цуштанд ун ди перспективн фун дер ідишер пролетарішер літератур» — «Стан і перспективи єврейської пролетарської літератури» — і інших в збірці «Аф цвей фронта» — «На двох фронтах», 1931), із чого робився висновок, що його статті містять елементи єврейського сепаратизму і націоналізму. Публічні вибачення тимчасово захистили його від репресій, в 1932 р. він був відновлений на посту редактора «Емєс». Але в 1937 р. йому інкримінували «троцькістський нахил», він був заарештований і помер у в'язниці.
Посмертно реабілітований 1956 року.

## Автор праць
- Збірка статей «Ін умру» («В бурю», М., т. 1 — 1919, т. 2 — 1926)[3]
- Нарис «Фінф іор мелухішер ідишер камертеатр» («П'ять років Державного єврейського камерного театру», 1924).